# Новый Завод (Свердловская область)
Новый Завод — деревня в Свердловской области России, административно подчинённая городу Каменску-Уральскому. Входит в Каменск-Уральский городской округ.

## География

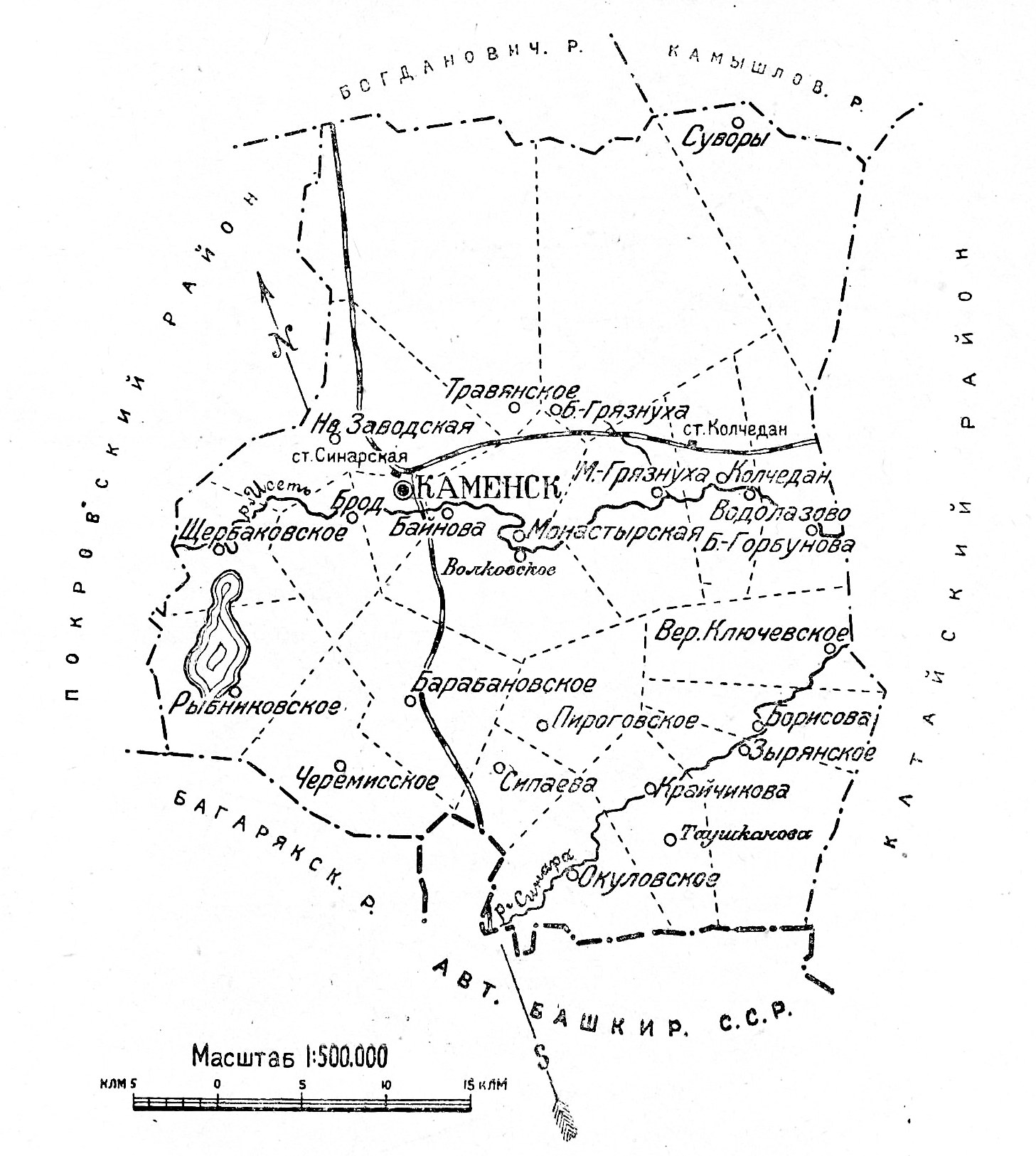
Новый Завод на схеме Каменского района,
1928 год

Деревня Новый Завод расположена у северо-западной окраины Каменска-Уральского, в пяти километрах от центра города. От областного центра Екатеринбурга деревня находится в 84 километрах к юго-востоку (в 94 километрах по автодорогам). Новый Завод раскинулся на обоих берегах реки Каменки (приток Исети). В окрестностях деревни, на левом берегу Каменки, расположена скала Наволочные Камни, а самой деревне — Белый Камешек.
Рядом с Новым Заводом проходит железнодорожная ветка Екатеринбург — Курган. В полутора километрах к западу от деревни расположена станция Кунавино Свердловской железной дороги.
Часовой пояс
Новый Завод, как и вся Свердловская область, находится в часовой зоне МСК+2. Смещение применяемого времени относительно UTC составляет +5:00.

## История

### Верхнекаменский железоделательный завод
В трёх верстах от Каменского завода вверх по течению реки Каменки был построен с 15 ноября 1703 года по 21 ноября 1704 года новый завод. Построена плотина длиной 143 метров, шириной 43 метра и высотой 12 метров; сооружены две молотовые фабрики, кузница, угольный сарай, амбар и 17 изб для жилья мастеровых людей, сформировалось поселение Новый Завод. На строительство были привлечено 249 крестьян.
В связи с указом Петра I от 19 января 1705 года, который предписывал прекратить выплавку пушек на Каменском заводе, оставив производство только снарядов и железа для военного ведомства, литьё пушек было остановлено до 1719 года. Верхнекаменский железоделательный завод был фактически остановлен. В 1714 году и в 1719 году заводская плотина была размыта весенним половодьем. В 1720 году при пожаре сгорели обе молотовые фабрики. Восстановив фабрики, весной 1723 года плотина была в очередной раз размыта, а две фабрики нового завода были смыты окончательно, и с тех пор завод не восстанавливался

### Дальнейшее развитие
После размыва плотины, поселенцы уже построившие себе дома оставшиеся здесь жить и стали крестьянствовать. В 1916 году деревня относилась к Щербаковской волости. В 1928 году деревня Ново-Заводская входила в Новозаводской сельсовет Каменского района Шадринского округа Уральской области. В 1958 году хозяйство деревни входит в совхоз «Каменский». 8 мая 1964 года деревня Новый Завод входившая в Беловодской сельсовет Белоярского района, вошла в состав вновь сформированного Новозаводского сельсовета, подчинённого Синарскому райсовету города Каменска-Уральского.

## Население
| 1904 | 1926  | 2002 | 2010 |
| ---- | ----- | ---- | ---- |
| 913  | ↗1103 | ↘458 | ↗516 |

Структура
- По данным 1904 года, в деревне был 161 двор с населением 913 человек (мужчин — 462, женщин — 451), все русские[11].
- По данным переписи населения 1926 года, в деревне Ново-Заводской было 236 дворов с населением 1103 человек (мужчин — 490, женщин — 613), все русские[6].
- По данным Всероссийской переписи населения 2002 года, русские составляли 96 % от общего числа жителей, татары — 3 %[12].
- По данным переписи населения 2010 года, в деревне проживали 516 человек — 252 мужчины и 264 женщины[13].

## Инфраструктура
| Список улиц | Список улиц | Список улиц  |
| #           | Тип         | Название     |
| ----------- | ----------- | ------------ |
| 1           | улица       | 8 Марта      |
| 2           | улица       | Белокаменная |
| 3           | улица       | Береговая    |
| 4           | улица       | Большевиков  |
| 5           | улица       | Боровая      |
| 6           | улица       | Звёздная     |
| 7           | улица       | Кленовая     |
| 8           | улица       | Молодёжная   |
| 9           | улица       | Нагорная     |
| 10          | улица       | Рассветная   |
| 11          | переулок    | Армейский    |
| 12          | переулок    | Ленина       |
| 13          | переулок    | Мастеров     |
| 14          | переулок    | Нагорный     |
| 15          | переулок    | Садовый      |